# Entoptisch blauweveldverschijnsel
Het entoptische blauweveldverschijnsel (ook: het entoptische verschijnsel van het blauwe veld) is de waarneming van kleine, heldere, bewegende stipjes tegen een lichte, blauwe achtergrond, zoals de hemel.
Richard Scheerer (1887-1982), een Duitse oogarts, was de eerste die dit verschijnsel vanuit wetenschappelijk oogpunt beschreef. Het wordt daarom ook het verschijnsel van Scheerer genoemd. De lichtende stippen zijn witte bloedcellen in de haarvaten voor het netvlies van het oog.

## Waarneming
Wie op een heldere of zonnige dag naar de blauwe lucht kijkt, ziet na enkele seconden kleine, heldere puntjes of stipjes verschijnen, die snel en langs kronkelige, zigzaggende lijnen in het gezichtsveld bewegen. De bewegende lichtstipjes blijven maar kortdurend zichtbaar, ongeveer een seconde, terwijl er ondertussen op willekeurige plekken andere lichtende puntjes ontstaan. De lijnen die ze volgen zijn kronkelig en onvoorspelbaar. De snelheid van de stipjes verandert op het ritme van de hartslag: bij elke hartslag versnellen ze even.
De stipjes zijn te zien in het midden van het gezichtsveld, binnen ongeveer 10 tot 15 graden van het fixatiepunt. Het linker- en rechteroog zien andere puntjes; als je met beide ogen kijkt, zie je een mengsel.
De meeste mensen zijn in staat het entoptische fenomeen van het blauwe veld te zien als ze naar de blauwe lucht kijken, hoewel het vrij zwak is en het veel mensen pas opvalt als ze erop gewezen worden. De lichtpuntjes zijn beter zichtbaar tegen een effen blauw vlak met een golflengte van 430 nm.

## Verklaringen

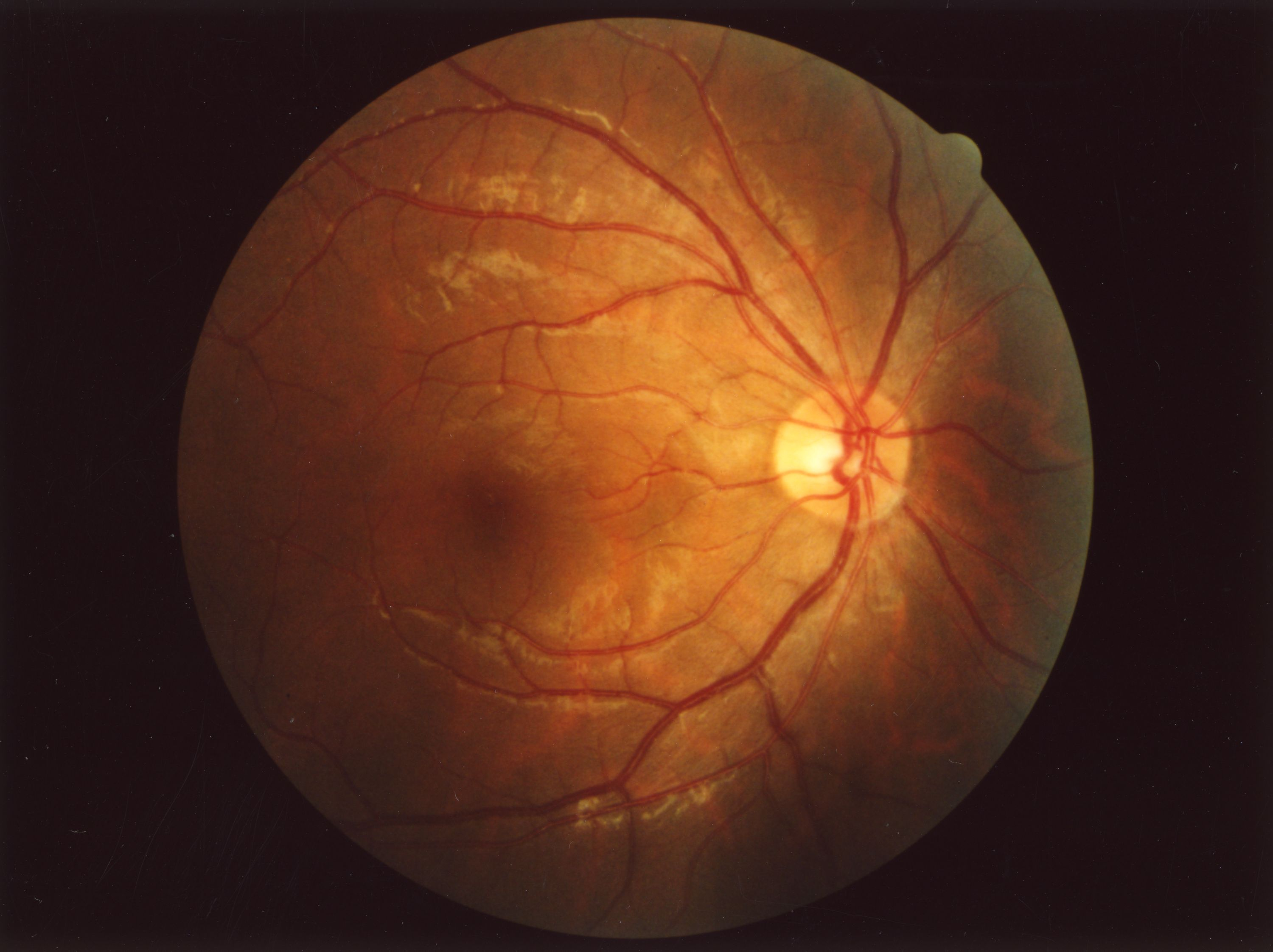
Bloedvaten voor het netvlies.

De heldere stipjes worden in het Engels wel sprites genoemd, wat verwijst naar geesten, kleine elfen of natuurgeesten (naar het Latijne spiritus, geest). Deze benaming suggereert dat het als bovennatuurlijk verschijnsel werd opgevat. Binnen het hindoeïsme werden ze opgevat als zichtbaar geworden prana (energie, levenskracht). En in de esoterie werden de beweeglijke, lichtende stippen uitgelegd als "energiebolletjes", onder de term vitality globules ("druppeltjes levenskracht").
In 1924 was oogarts en leraar aan de hogeschool Richard Scheerer de eerste die klinisch onderzoek naar het entoptische blauweveldverschijnsel deed en hierover een wetenschappelijke verklaring publiceerde.
De lichtende stipjes zijn witte bloedcellen in de haarvaten voor het netvlies van het oog. In het oog lopen de bloedvaten vóór het netvlies en de lichtgevoelige cellen langs. Dat betekent dat deze haarvaatjes door het beeld lopen en voor schaduwen op het netvlies zorgen. Het oog en de hersenen filteren de schaduwen van de haarvaten weg, deels door aanpassing van lichtgevoelige cellen onder de haarvaten.
Blauw licht (met als meest gunstige golflengte 430 nm) wordt opgenomen door de rode bloedcellen in de haarvaten. De witte bloedcellen, die in minder grote aantallen aanwezig zijn dan rode bloedcellen en die het blauwe licht niet absorberen, zorgen voor tussenruimtes in de bloedstroom (witte bloedlichaampjes zijn zo groot, dat ze het haarvat geheel opvullen). Deze openingen zijn waarneembaar als lichte stipjes. Er valt in feite minder schaduw op de achterliggende lichtgevoelige cellen, waardoor die even overbelicht raken.
De tussenruimtes worden uitgerekt, omdat de ronde witte bloedcellen maar net door een haarvat passen. Rode bloedcellen hopen zich achter de witte bloedcel op en lijken een donkere staart te vormen. Ze volgen een kronkelig paadje, doordat de haarvaatjes kronkelig zijn. De stipjes verschijnen niet in de echte middelste kern van het gezichtsveld, omdat daar geen bloedvaten lopen. Ze verschijnen en verdwijnen weer snel, omdat je ze alleen voor je netvlies ziet, daarna verdwijnen ze achter je oog en dus uit je blikveld.
Doordat het verschijnsel in je oog zelf zit, maakt het voor een brildrager niet uit of hij zijn bril of lenzen draagt of niet: de lichtpunten blijven even scherp.

## Verschil met andere entoptische verschijnselen
Andere entoptische fenomenen zijn onder meer: de blinde vlek, het fosfeen (nawerkingsvlek), het nabeeld, de bundel van Haidinger en glasvochttroebeling.
Het verschijnsel van Scheerer is eenvoudig te onderscheiden van dat laatste, de draadachtige figuren (eiwitten) die je in het glasvocht kunt zien zweven. Scheerers lichtstippen bestaan uit bloedcellen van gelijke grootte en scherpte, die eruitzien als een stip of wormpje, dat lichter is dan de blauwe achtergrond. Als de ogen niet bewegen, blijven de stipjes heen en weer schieten. Als de ogen bewegen, volgen de puntjes onmiddellijk, aangezien ze in het netvlies besloten zitten. In tegenstelling daarmee, gaat het bij glasvochttroebeling om vlekken of draden die in grootte verschillen en soms scherper en soms minder scherp te zien zijn. De vorm kan grillig zijn en de vormen zijn donkerder dan de achtergrond. Als de ogen niet meer bewegen, komen ook de draden tot stilstand. Als de ogen bewegen, volgen de draden traag, omdat ze besloten zitten in het doorzichtige glasvocht.